# 삼은각
삼은각(三隱閣)은 대한민국 충청남도 공주시 반포면 학봉리에 있는 조선시대의 건축물이다. 1984년 5월 17일 충청남도의 문화재자료 제59호로 지정되었다.

## 개요
고려 때 절의를 지킨 포은 정몽주·목은 이색·야은 길재 등 삼은(三隱)의 위패를 모신 건물이다.
정몽주는 고려의 문신이자 학자로서 1360년 문과에 장원하여 1362년 예문관에 들어갔으며 이성계와 함께 여진토벌에 참여하기도 했다.
이색은 고려말의 문신이자 학자로서 충목왕 4년(1348)에 원나라에 가서 국자감 생원이 되었으며 성리학을 연구하였다. 그는 원·명 교체기 때 천명(天命)이 명나라로 돌아갔다고 보고 친명정책을 지지하였으며 유교의 입장에서 불교를 이해하고자 하였다.
길재는 고려말∼조선초의 학자로 공민왕 23년(1374)에 국자감에 들어가 생원시에 합격하였고 우왕 9년(1383)에는 사마감시에 합격하였다. 창왕 2년(1390)에는 벼슬을 버리고 고향인 선산으로 돌아와 늙은 어머니를 봉양했으며, 후학 교육에 힘썼다. 67세에 죽으니 후일 세상사람들이 이색, 정몽주와 함께 고려의 삼은이라 일컬었다.
이곳은 조선 정종 1년(1399)에 고려 유신 유방택이 삼은의 초혼제를 지냈으며 다음해에 공주목사 이정간이 건물을 세우고 삼은의 제사만을 지내 삼은단이라 하였다. 세조 때에는 유방택과 이숭인, 나계종을 추가하여 6인의 제사를 지냈으나 이름은 그대로 삼은각이라고 하였다.

## 참고 자료
- 삼은각 - 국가유산청 국가유산포털